# 호찌민 증권거래소
호찌민 증권거래소(베트남어: Sở Giao dịch Chứng khoán Thành phố Hồ Chí Minh 서자오직쯩코안 타인포호찌민[*], 영어: Ho Chi Minh City Securities Trading Center, HoSTC)는 베트남 호찌민시 1군의 벤쯔엉즈엉 대로(Bến Chương Dương)에 있는 베트남에서 가장 큰 증권거래소이다. 2019년 현재 하노이 증권거래소와 통합 논의가 이루어지고 있으며, 심한 이견으로 2020년까지 국영 베트남 증권거래소(VSE, Vietnam Stock Exchange)를 설립해 두 증권거래소를 별도로 관리하기로 논의 중이다.

## 역사
2000년 7월 20일에 설립되어, 같은 해 7월 28일에 거래를 시작했다. 처음에는 리 냉장 전기공업(REE, Refrigeration Electrical Engineering Joint Stock Corporation)과 사콤 통신 케이블(SACOM, Saigon Cable and Telecommunication Material Joint Stock Company) 2개사 만이 상장되어 있었다.
2005년 7월 베트남에서 두 번째 증권거래소인 하노이 증권거래소가 설립되었다.
2006년에는 상장 승인이 된 회사가 13개 있었다.
2007년 8월 8일 Ho Chi Minh City Securities Trading Center (HoSTC)에서 Ho Chi Minh Stock Exchange (HOSE)로 개칭되었다.
2010년 7월을 기준으로 시가총액 5조 374억 동(282억 8천만 달러)인 HOSE에 상장된 회사는 247개가 되었다. 거래는 138개 회사를 포함하여, 2008년 1월(141개) 상장사가 있으며, 주식 365,700,000,000,000주로 총 시가총액으로, 365조 7천만 동($ 23억 달러) 규모를 기록하였다. 베트남은 상장 기업의 외국인 지분을 49%로 제한하고 있다.
2014년 5월 10일을 기준으로 HOSE는 302개의 상장사, 2개의 펀드 증서 및 38개의 채권을 포함하여 342개 사가 상장되었다. 전체 상장 규모는 303.415억이며, 99.62%는 주식이었다. 시가총액은 310.5조 VND었다. 같은 날 HOSE의 벤치마크 지수인 Vn 지수는 542.46로 마감되었으며 PE 비율은 12.16로 다른 동남아시아 국가들에 비해 가장 낮았다. 가장 높은 Vn 지수 기록은 2007년 3월 12일 기록된 1,170.67 포인트였다.
호찌민 1군 보반끼엣 대로 16번지에 위치한 HOSE 건물은 1954년 이전에는 원래 프랑스의 지배를 받았던 프랑스령 인도차이나 시기에는 상공회의소 건물이었다. 1955 이후 건물은 디엔홍 컨퍼런스 홀(Diên Hồng Conference Hall)로 개명되었다가, 베트남 공화국 응우옌반티에우 대통령의 집권기인 1967년부터 1975년까지는 의회당으로 사용되었다.

## 같이 보기
- 베트남의 경제
- 하노이 증권거래소